# Primera División de Somalia 2004-06
La temporada 2004/06 de la Liga Somalí de Fútbol fue la 34.ª edición de la Primera División de Somalia de fútbol. Comenzó el 1 de septiembre de 2004 y sufrió una paralización el 1 de octubre de ese mismo año. Se reinició el torneo recién el 15 de agosto de 2006, finalizando el 11 de noviembre de ese año. 

## Equipos Particpantes
- Badbaado
- Banaadir Telecom FC
- Dakadaha Naadiga
- Elman FC
- Feynuus
- Gasco (se retiró antes del inicio del torneo)
- SITT Daallo
- Super Shell

## Clasificación general
| #  | Equipo              | PJ | G | E | P  | GF | GC | Dif | Pts |
| -- | ------------------- | -- | - | - | -- | -- | -- | --- | --- |
| 1º | Banaadir Telecom FC | 12 | 8 | 3 | 1  | 25 | 11 | +14 | 27  |
| 2º | Elman FC            | 12 | 6 | 4 | 2  | 23 | 12 | +11 | 22  |
| 3º | SITT Daallo         | 12 | 5 | 5 | 2  | 15 | 9  | +6  | 20  |
| 4º | Dakadaha Naadiga    | 12 | 4 | 4 | 4  | 11 | 11 | 0   | 16  |
| 5º | Feynuus             | 12 | 4 | 5 | 3  | 13 | 19 | -6  | 13  |
| 6º | Super Shell         | 12 | 3 | 3 | 6  | 16 | 22 | -6  | 12  |
| 7º | Badbaado            | 12 | 1 | 1 | 10 | 4  | 23 | -19 | 4   |
| 8º | Gasco               | -  | - | - | -  | -  | -  | -   | -   |

|  |                                                       |
|  | Campeón, clasificado a la Copa CECAFA de Clubes 2007. |
|  | Subcampeón.                                           |
|  | Descendido a la Segunda División de Somalia 2007/08.  |

## Resultados
Las filas corresponden a los juegos de local de cada uno de los equipos, mientras que las columnas corresponden a los juegos de visitante. Los resultados en color azul corresponden a victoria del equipo local, rojo a victoria visitante y blanco a empate.
|                     | BAD | BT  | DN  | ELM | FEY | SD  | SS  |
| ------------------- | --- | --- | --- | --- | --- | --- | --- |
| Badbaado            |     | 0-3 | 0-1 | 0-1 | 1-3 | 0-1 | 0-3 |
| Banaadir Telecom FC | 3-1 |     | 0-1 | 1-1 | 4-2 | 1-0 | 3-2 |
| Dakadaha Naadiga    | 2-0 | 1-3 |     | 1-2 | 0-0 | 1-0 | 2-2 |
| Elman FC            | 3-0 | 0-2 | 1-1 |     | 0-1 | 2-2 | 4-1 |
| Feynuus             | 0-1 | 0-0 | 1-1 | 3-5 |     | 1-5 | 1-0 |
| SITT Daallo         | 1-1 | 1-1 | 1-0 | 0-0 | 1-0 |     | 3-2 |
| Super Shell         | 2-0 | 2-4 | 1-0 | 0-4 | 1-1 | 0-0 |     |

## Premios
- Mejor Arquero: Khalid Ali Mursa (Banaadir Telecom FC)
- Mejor Defensa: Omar Abdulkadir (Elman FC)
- Mejor Volante: Yusuf Ali Nur (Elman FC)
- Mejor Delantero: Mohamed Abdi Hadj (Elman FC)
- Futbolista Revelación: Abdi Mohamed (Banaadir Telecom FC)

| Predecesor: 2003 | Primera División de Somalia 2004/06 | Sucesor: 2007 |

- Datos: Q6086268